# 象州県
象州県（しょうしゅう-けん）は、中国広西チワン族自治区来賓市に位置する県。

## 行政区画
- 鎮:象州鎮、石竜鎮、運江鎮、寺村鎮、中平鎮、羅秀鎮、大楽鎮、馬坪鎮
- 郷:妙皇郷、百丈郷、水晶郷